# Битва под Эрмесом

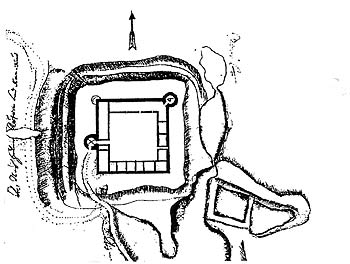
План Эрмесского замка. XVII век.
Стокгольмский военный архив

Битва под Эрмесом (нем. Schlacht bei Ermes) произошла 2 августа 1560 года в ходе Ливонской войны между войсками Ливонской конфедерации (330 всадников) с одной стороны и авангардом русских войск (12 тыс. всадников) с другой примерно в 16 километрах от замка Эрмес (ныне Эргеме в Латвии (лат. Ērģeme, эст. Härgmäe)), который находится у современной латвийско-эстонской границы, недалеко от города Валга.

## История
Летом 1560 года Иван IV отправил в Дорпат до 60 тыс. войска при 40 осадных и 50 полевых пушках. Главным воеводам, князьям Ивану Мстиславскому и Петру Шуйскому было приказано взять Феллин, самую мощную крепость Тевтонского ордена в восточной Ливонии. Основные московские силы медленно передвигались по берегу реки Эмбах, тяжёлые осадные орудия они везли на речных судах.
Русские лазутчики сообщили, что Фюрстенберг распорядился отправить богатую казну в Гапсаль. Поэтому командующий русским авангардом (12 тыс. лёгких всадников) князь Василий Иванович Барбашин спешил перерезать пути из Феллина к морю. Утомив коней, 2 августа люди Барбашина расположились биваком на лесной опушке в нескольких километрах от замка Эрмес.
Войска Ливонской конфедерации, находившиеся под командованием ландмаршала Тевтонского ордена и комтура Риги Филиппа фон Белля (нем. Philipp Schall von Bell), в это время собрались у Трикаты, чтобы дать отпор вторгнувшимся на территорию Ливонии датским и русским войскам. 2 августа 30 немецких рыцарей отправились за фуражом за 27 км от своего лагеря. На другом берегу реки они обнаружили русский караул в 500 человек. Обе стороны оказались так близко, что открыли друг по другу огонь. В результате перестрелки один русский был убит и остальные отступили через луг к основному войску, которое было поднято по тревоге. Восемнадцать немцев повернули обратно за подкреплением, а двенадцать остались, чтобы преследовать отступающего противника. Но как только они увидели, что русских гораздо больше, то тоже повернули обратно и поехали в лагерь, но потеряли несколько человек. Когда первая группа прибыла в лагерь, ландмаршал Филипп фон Белль приказал вывести 300 всадников против русских, так как он не знал, что на самом деле их было гораздо больше, чем 500. Вначале немцы атаковали русские пикеты и погнали их к основным частям. Встретившись с ними, немцы были неожиданно окружены со всех сторон.
В битве с основными силами многие немецкие солдаты и наёмники были убиты либо взяты в плен. Те, кто ещё оставался в лагере у Трикаты, пустились в бегство. Общие потери немецких рыцарей немецкая хроника оценивает в 261 человека. Среди пленных оказался и сам ландмаршал Филипп фон Белль, считавшийся «последней надеждой Ливонии», и ещё 10 комтуров. Эта битва повергла в прах последние силы Тевтонского ордена в Ливонии и открыла русским дорогу на Феллин. О числе убитых русских сведений нет, но известно, что им потребовалось 14 телег, чтобы вывезти своих мёртвых к месту, где все они были сожжены. В московском плену Филипп фон Белль проявил твёрдость, но был казнён по приказу Ивана Грозного.